# Cremosano
Cremosano är en ort och kommun i provinsen Cremona i regionen Lombardiet i Italien. Kommunen hade 1 753 invånare (2018).